# Diocesi di Trevico
La diocesi di Trevico (in latino Dioecesis Trevicensis) è una sede soppressa e sede titolare della Chiesa cattolica.
Fino al Cinquecento era denominata Diocesi di Vico (in latino Diocesis Vicensis o Diocesis Vicana).

## Territorio
La diocesi comprendeva gli attuali comuni di Trevico, Castel Baronia, Carife, Flumeri, San Nicola Baronia, San Sossio Baronia, Scampitella, Vallesaccarda in provincia di Avellino, e Anzano in provincia di Foggia.
Sede vescovile era la città di Trevico, dove fungeva da cattedrale la chiesa dell'Assunzione, che era anche l'unica parrocchia della città episcopale. Il capitolo della cattedrale era costituito dalle 4 dignità di arcidiacono, arciprete, primicerio e tesoriere, dal teologo e da un penitenziere, e da 8 canonici.
Patrono della città e della diocesi era sant'Euplio.

## Storia
Incerta è l'epoca di erezione della diocesi di Trevico. È menzionata per la prima volta nella bolla con la quale papa Stefano IX nel 1058 confermava all'arcivescovo metropolita di Benevento Uldarico tutti i suoi privilegi e la giurisdizione sulle sue suffraganee, tra cui anche la diocesi di Trevico. Fino alla sua soppressione, Trevico apparterrà sempre alla provincia ecclesiastica beneventana.
Tuttavia il primo vescovo noto è Amato I, documentato quasi un secolo dopo e in due occasioni: nel 1136 sottoscrisse una donazione alla badia di Montevergine e nel 1143 dette il consenso ad un'altra donazione alla badia di Cava.
Segue il vescovo Giovanni I, che nel 1164 prese parte alla consacrazione della chiesa di San Cataldo di Montezungoli assieme al vescovo Guglielmo di Ariano. Ruggero nel 1179 fu tra i padri del terzo concilio lateranense. Un altro vescovo di nome Amato è documentato in un diploma del 1183 con il quale concede l'investitura al rettore della chiesa di Sant'Euplio. A chiudere la lista dei vescovi noti del XII secolo abbiamo Ruffino, che nel 1197 prese parte alla consacrazione della chiesa di San Marco a Bovino. Seguono altri vescovi, ma è solo a partire dalla metà del XIV secolo che la cronotassi episcopale di Trevico si fa più completa e continua.
Nella seconda metà del XVI secolo intercorsero delle difficoltà tra i vescovi ed il capitolo della cattedrale sull'elezione dei canonici. Nel 1550 papa Giulio III emanò la bolla Cum a nobis, diretta al capitolo di Trevico, con la quale regolava le modalità di elezione dei canonici. Nel 1571 papa Pio V delegò il vescovo Donato Laurenti di Ariano per risolvere le controversie sulle nomine e sulla distribuzione delle prebende. Altri interventi papali successivi (1697, 1703) sono indicativi del persistere delle difficoltà fra le due istituzioni diocesane.
Nel periodo post-tridentino, diversi furono i sinodi celebrati dai vescovi, in particolare durante gli episcopati di Francesco Proto (1693-1701) e di Simeone Viglini (1702-1720). Durante la celebrazione di apertura del sinodo del 1694, con grande concorso di fedeli radunati nella piazza antistante la cattedrale, il violento terremoto dell'Irpinia-Basilicata si abbatté sulla regione e sulla città, facendo crollare il campanile della cattedrale e i palazzi circostanti, uccidendo molte persone.
«Dalle relazioni ad limina inviate entro un arco temporale che va dal 1592 al 1804 risulta che il vescovo aveva da tempo immemorabile trasferito la sede nel vicino paese di Castello (l'attuale Castelbaronia) perché meno isolata e meno esposta ai rigori di inverni freddissimi».
Tra i prelati di Trevico, si ricorda in particolare il domenicano Gregorio Servanzi (1603-1607), teologo del cardinale Pietro Aldobrandini, futuro arcivescovo di Ravenna, che ebbe incarichi diplomatici e politici per conto dei papi, in particolare di papa Clemente VIII, e fu autore di trattati in difesa dell'immunità ecclesiastica.
Il 27 giugno 1818 per effetto della bolla De utiliori di papa Pio VII la diocesi fu soppressa ed il suo territorio annesso a quello della diocesi di Lacedonia.
Dal 1968 Trevico è annoverata tra le sedi vescovili titolari della Chiesa cattolica; dal 15 gennaio 1982 il vescovo titolare è Johannes Antonius de Kok, O.F.M., già vescovo ausiliare di Utrecht.

## Cronotassi

### Vescovi
- Benedetto ? † (menzionato nel 964)[9]
- Amato I † (prima del 1136 - dopo il 1143[10])
- Giovanni I † (menzionato nel 1164)[4]
- Ruggero † (menzionato nel 1179)
- Amato II † (menzionato nel 1183)[11]
- Ruffino † (menzionato nel 1197)[11]
- Pietro I † (prima del 1212 - dopo il 1221)[11]
- Rainaldo de' Zottoni † (4 ottobre 1252 - dopo il 1274)[11]
- Giovanni II † (menzionato nel 1299)[11]
- Pietro II, O.P. † (menzionato nel 1320)[11]
- Giovanni III † (menzionato nel 1340)
- Gerardo, O.P. † (15 febbraio 1344 - 17 novembre 1346 nominato vescovo di Rapolla)
- Ponzio Excondevilla, O.P. † (17 novembre 1346 - ? deceduto)
- Lodovico, O.F.M. † (menzionato nel 1371)[12]
- Giovanni di Pietro da Piperno, O.P. † † (28 novembre 1373 - ? deceduto)
- Marcuccio †
- Donato † (15 settembre 1406 - ? deceduto)
- Nicolò † (12 giugno 1422 - 1434 deceduto)
- Antonio Morelli † (30 novembre 1434 - ?)
- Gregorio Attacco † (18 febbraio 1451 - 25 ottobre 1451 nominato arcivescovo di Arborea)
- Antonio † (? deceduto)[13]
- Michele Saraceni † (18 dicembre 1474 - 1497 dimesso)
- Giacomo Torrella † (27 ottobre 1497 - 1521 deceduto)
- Sisto Gignazi degli Armellini † (10 maggio 1521 - 1540 deceduto)
- Sebastiano Graziani † (19 gennaio 1541 - 1548 dimesso)
- Francesco de Leo † (13 luglio 1548 - 1562 deceduto)
- Agostino Folignatti † (27 maggio 1562 - 28 luglio 1564 nominato vescovo di Bertinoro)
- Gerolamo Politi, O.P. † (24 ottobre 1564 - 1575 deceduto)
- Benedetto Oliva † (2 settembre 1575 - 13 gennaio 1576 deceduto)
- Antonio Balducci, O.P. † (6 febbraio 1576 - 1580 deceduto)
- Alfonso Pardo † (22 giugno 1580 - ? deceduto)
- Gregorio Servanzi, O.P. † (19 dicembre 1603 - 1607 dimesso)
- Gerolamo Mezzamico † (10 dicembre 1607 - 1636 deceduto)
- Orazio Muscettola † (7 aprile 1636 - 1638 deceduto)
- Fabio Magnesio † (19 aprile 1638 - 9 gennaio 1640 nominato vescovo di Ostuni)
- Silvestro de Afflitto, C.R. † (16 gennaio 1640 - 23 febbraio 1643 nominato vescovo di Lucera)
- Alessandro Sarzilla † (13 aprile 1643 - 12 maggio 1646 nominato vescovo di Sant'Angelo dei Lombardi)
- Donato Pascasio, O.S.B.Cel. † (9 aprile 1646 - 13 febbraio 1664 deceduto)
- Marco Vaccina † (15 settembre 1664 - 26 agosto 1671 deceduto)
- Luca Tisbia, C.R. † (16 novembre 1671 - 25 aprile 1693 deceduto)
- Francesco Proto † (24 agosto 1693 - 1º luglio 1701 deceduto)
- Simeone Viglini † (11 dicembre 1702 - 4 marzo 1720 nominato vescovo di Tricarico)
- Domenico Filomarino, C.R. † (15 aprile 1720 - gennaio 1733 deceduto)
- Francesco Antonio de Leonardis † (11 maggio 1733 - 15 luglio 1739 nominato vescovo di Bisceglie)
- Bernardo Onorati † (15 luglio 1739 - gennaio 1774 deceduto)
- Giuseppe Pasquale Rogano † (9 maggio 1774 - 21 giugno 1791 deceduto)
- Agostino Gregorio Golino † (27 febbraio 1792 - 1813 deceduto)
  - Sede vacante (1813-1818)
  - Sede soppressa

### Vescovi titolari
- Edmund Ilcewicz † (14 aprile 1969 - 12 settembre 1981 deceduto)
- Johannes Antonius de Kok, O.F.M., dal 15 gennaio 1982